# فردوسیه (رفسنجان)
فردوسیه، روستایی از توابع بخش مرکزی شهرستان رفسنجان در استان کرمان ایران است.

## جمعیت
این روستا در دهستان آزادگان (رفسنجان) قرار دارد و براساس سرشماری مرکز آمار ایران در سال ۱۳٩۵، جمعیت آن ۱٬٩١۵ نفر (۶١۴خانوار) اعلام شده.